# Flertalsregering
Flertalsregering er en type regering, som består af et eller flere partier, som tilsammen har et flertal af pladserne i parlamentet. En flertalstalsregering er derved ikke afhængig af et eller flere støttepartier, som en mindretalsregering er.
For at kunne danne en flertalsregering kræves, at flertallet i parlamentet har manifesteret sit flertal under regeringsdannelsen – i Danmark kongerunden.
Når regeringspartiet eller -partierne således udgør et flertal af mandaterne i parlamentet, er der ikke brug for yderligere parlamentarisk grundlag.

## Flertalsregeringer i Danmark
I et politisk system som det danske, hvor der er mange politiske partier, har man næsten udelukkende mindretalsregeringer. Kun 5 gange siden Besættelsen har Danmark haft en flertalsregering. De var:
1. Regeringen H.C. Hansen II (1957-1960), bestående af Socialdemokratiet, Det Radikale Venstre og Danmarks Retsforbund (93 mandater). 
 Da statsminister H.C. Hansen døde i 1960 fortsatte regeringen under ledelse af statsminister Viggo Kampmann:
2. Regeringen Viggo Kampmann I (1960-1960), bestående af Socialdemokratiet, Det Radikale Venstre og Danmarks Retsforbund (93 mandater)
3. Regeringen Hilmar Baunsgaard (1968-1971), bestående af Det Radikale Venstre, Venstre og Det Konservative Folkeparti (98 mandater)
4. Regeringen Poul Nyrup Rasmussen I (1993-1994), bestående af Socialdemokratiet, Centrum-Demokraterne, Det Radikale Venstre og Kristeligt Folkeparti (90 mandater). Rødkløverregeringen, som den blev kaldt, mistede dog hurtigt sit spinkle flertal af centrum-demokraten Bente Juncker gik af som socialminister, blev ekskluderet fra partiet og blev løsgænger[1].
5. Regeringen Mette Frederiksen II (2022-), bestående af Socialdemokratiet, Venstre og Moderaterne. (92 mandater - med de nordatlantiske)[2]